# Troglodyte des cactus
Campylorhynchus brunneicapillus
Espèce
Statut de conservation UICN

 LC  : Préoccupation mineure
Répartition géographique
Le Troglodyte des cactus (Campylorhynchus brunneicapillus) est une espèce de passereaux appartenant à la famille des Troglodytidae. Il s'agit de l'oiseau national de l'État d'Arizona.

## Description morphologique
Avec ses 18 à 22 cm de longueur, il est le plus grand des Troglodytidae nord-américain.
Le Troglodyte des cactus a une calotte brune, barrée d'une longue bande blanche qui s'étire du bec à la nuque, en passant au-dessus de l'œil. Le dessus du corps est brun strié de blanc, le dessous est plus clair. Au niveau des ailes et de la queue, ces stries sont disposées de façon à réaliser des rayures blanches transversales. La poitrine est crème, parsemée de points bruns ; les points sont très nombreux sur la gorge et le haut de la poitrine. Le ventre est plus roux et ne présente que quelques points bruns.

## Comportement
Le Troglodyte des cactus bâtit des nids dortoirs, qui ne sont pas uniquement destinés à la nidification mais aussi au repos, ou qui servent d'abri lorsqu'il pleut.

### Alimentation
Le Troglodyte des cactus cherche sa nourriture au sol, fouillant méthodiquement la litière à la recherche d'invertébrés.

### Vocalisations
Les cris et chants sont graves et rauques, et répétitifs.

## Répartition et habitat
Il vit dans les déserts (désert de Chihuahua, désert de Sonora, désert des Mojaves) et sur les flancs de collines arides, couverts de buissons de mesquites et de touffes de yuccas.
Son aire de répartition s'étend du sud-ouest des États-Unis jusqu'au centre du Mexique.

## Sous-espèces
D'après Alan P. Peterson, 7 sous-espèces ont été décrites :
- Campylorhynchus brunneicapillus affinis Xantus de Vesey 1860
- Campylorhynchus brunneicapillus anthonyi (Mearns) 1902
- Campylorhynchus brunneicapillus brunneicapillus (Lafresnaye) 1835
- Campylorhynchus brunneicapillus bryanti (Anthony) 1894
- Campylorhynchus brunneicapillus guttatus (Gould) 1837
- Campylorhynchus brunneicapillus sandiegensis Rea 1986
- Campylorhynchus brunneicapillus seri (Van Rossem) 1932

### Galerie
- Campylorhynchus brunneicapillus

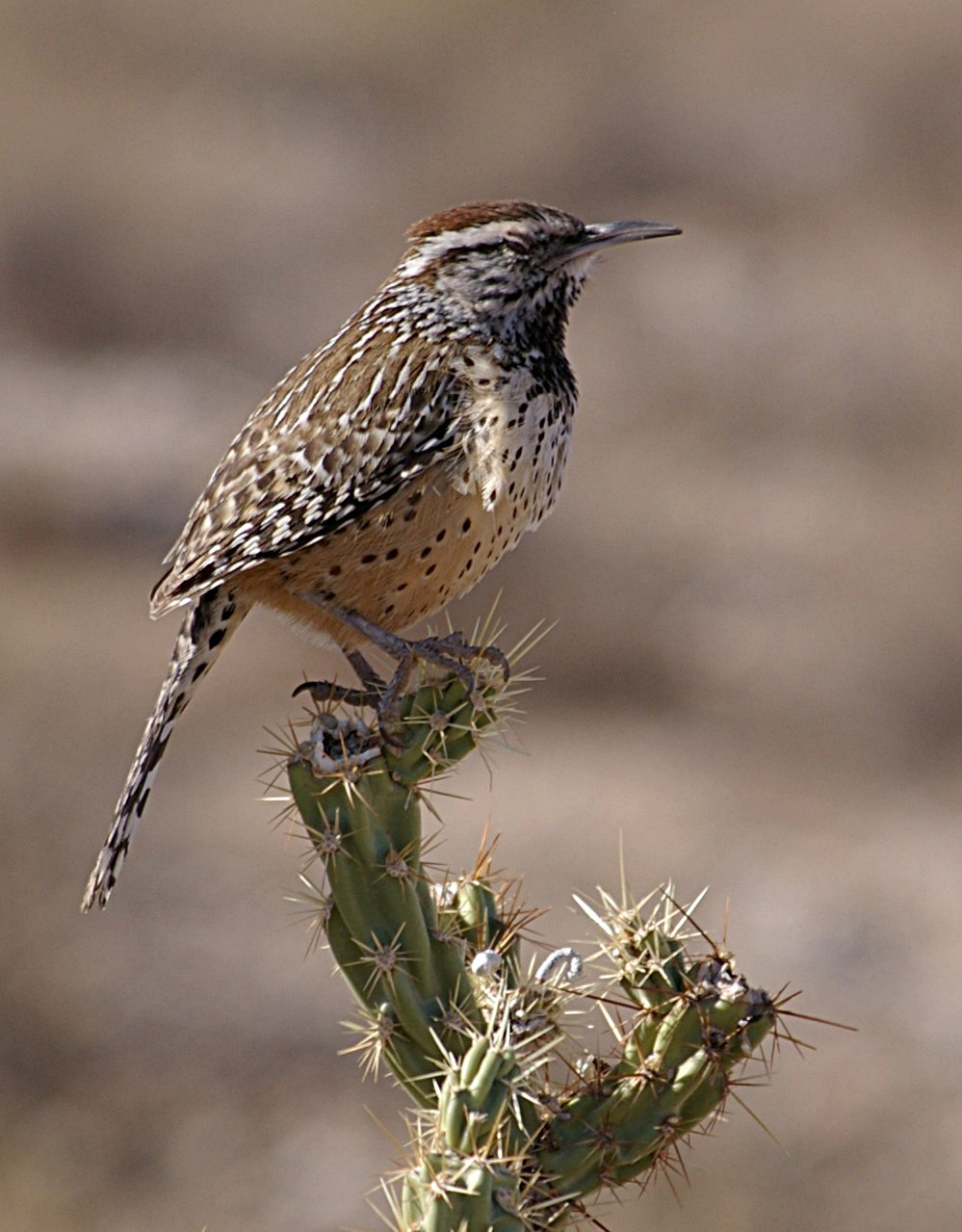
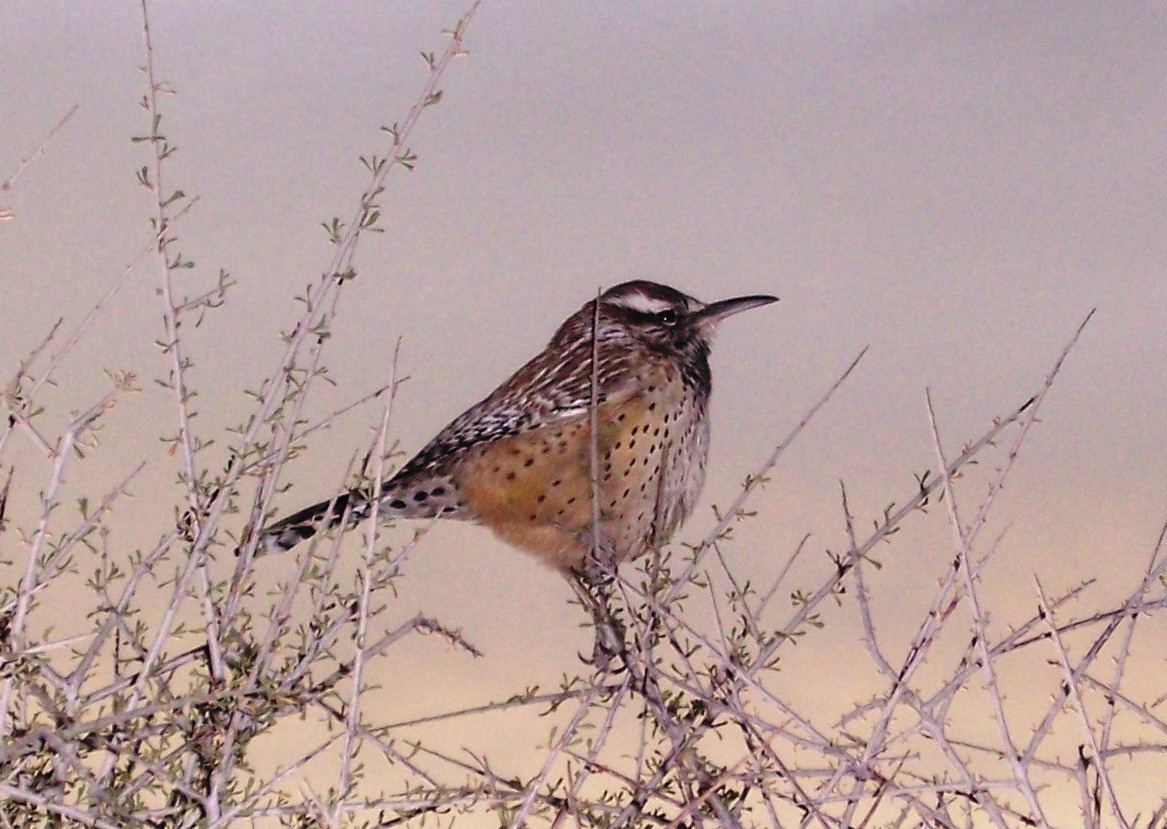
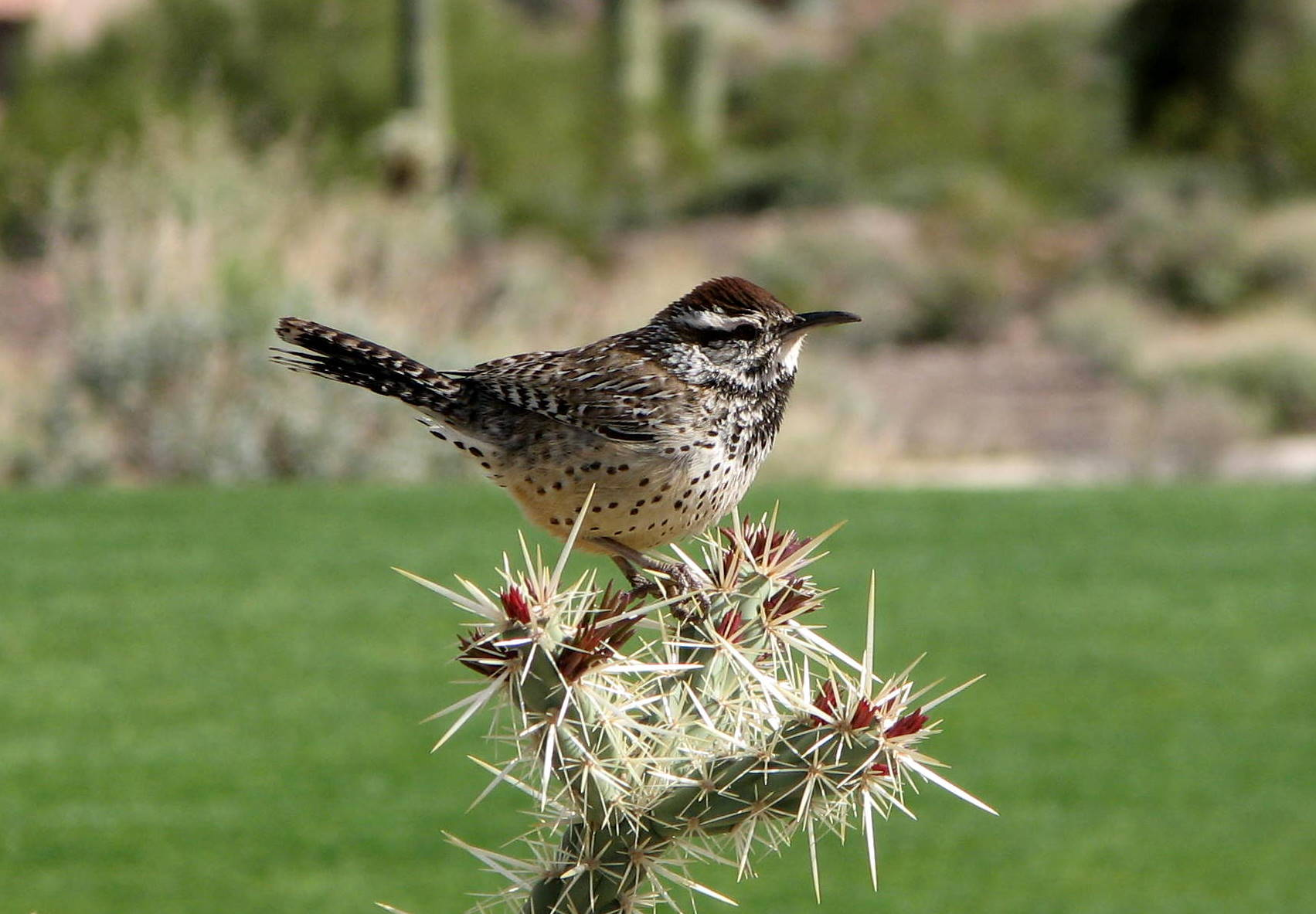
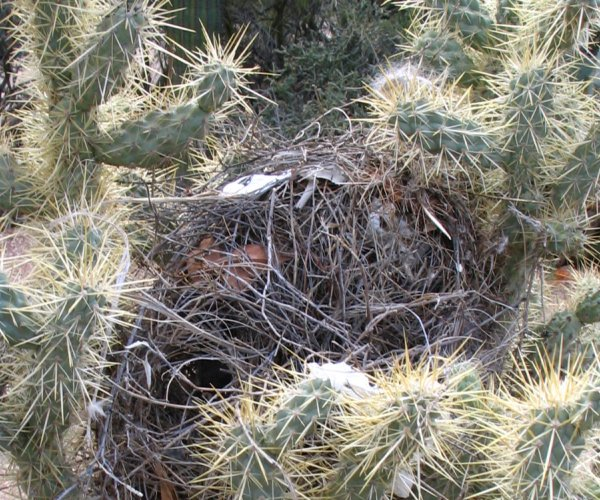
Nid dans un Cylindropuntia fulgida